# 颱風鮎魚 (2016年)
颱風鮎魚（英語：Typhoon Megi，國際編號：1617，聯合颱風警報中心：WP202016，菲律賓大氣地球物理和天文服務管理局：Helen，為2016年太平洋颱風季第17個被命名的風暴。「鮎魚」（메기）一名是由南韓所提供，是一種在河流或湖泊裏常見的魚，嘴旁有長鬚，魚身大，它的出現令人聯想到快要下雨。此名稱為第3次使用，6年前的同名颱風是21世紀西北太平洋中心氣壓最低的熱帶氣旋，更以巔峰強度橫掃菲律賓呂宋並造成嚴重破壞，但此名稱未被申請除名；亦是繼同年颱風莫蘭蒂和颱風馬勒卡後，連續第3個影響關島和台灣的熱帶氣旋。

## 發展過程

### 初期出現多中心
熱帶輻合帶在2016年9月持續活躍於西北太平洋上空，一個低壓區在9月19日於波納佩島北面海域生成，美國海軍研究實驗室在中午12時給予熱帶擾動編號96W。聯合颱風警報中心於翌日（20日）初時對其在24小時內形成為熱帶氣旋的機會評為「低」，至同日傍晚提升為「中」。雖然系統組織散亂，但是日本氣象廳在21日上午9時25分把該低壓區升為熱帶低氣壓之時，已經隨即對其發佈烈風警報，表示1日內有機會發展為熱帶風暴；聯合颱風警報中心亦在下午2時把上述評級提升為「高」，同步發出熱帶氣旋形成警報。該系統在22日採取西移路徑，結構持續紊亂，在楚克以北掠過後分裂出兩個旋轉中心，主中心北折並橫過關島西南面海域，令當地繼同月較早前的莫蘭蒂和馬勒卡後，遭受連續第3個風暴吹襲；副中心則繼續以西南偏西路徑移向雅蒲島。當日電腦數值預報模式運算結果指出，此系統會逐步增強並大致移向臺灣至呂宋海峽一帶，但隨後路徑存在變數。
隨著系統螺旋性漸增，以及副中心減弱，日本氣象廳在23日上午9時15分把該熱帶低氣壓正式升為熱帶風暴，並命名為鮎魚，給予國際編號「1617」；鮎魚在下午12時45分進入香港天文台責任範圍時，該部門亦把鮎魚評為熱帶風暴。此外聯合颱風警報中心亦在上午11時正把鮎魚升為熱帶低氣壓，並給予熱帶氣旋編號20W。當日電腦數值預報模式顯示，鮎魚將穩定增強並向呂宋海峽至臺灣前進，臺灣將有頗大機會與關島一樣，受到連續第3股颱風侵襲，但鮎魚往後的路徑受東北季候風影響而存有不確定性，西至珠江口一帶、東至臺灣以北轉向；不過各官方部門均採納數值預報中的主流預測，即穿過花東地區或恆春半島，再移向廣東東部至福建。當晚鮎魚在副熱帶高壓脊南側的偏東氣流引領下，恢復較為偏西之路徑，時速約25公里，雖然雅蒲島附近的副中心已消失，但是主中心附近再出現多個渦旋，反映鮎魚的組織仍相當散亂。然而鮎魚在多中心情況未擺脫的情況下，仍能發展出中心密集雲團，促使日本氣象廳率先在24日凌晨2時45分把鮎魚升為強烈熱帶風暴，中國國家氣象中心和香港天文台分別在早上8時正和上午9時45分跟隨升格。

### 穩定增強環流巨大
鮎魚所在海域垂直風切變微弱，並有熱帶對流層上部槽強化高空輻散，加上先前莫蘭蒂和馬勒卡移速都較快，未有嚴重消耗海水能量，因此水面仍然炎熱，水溫達攝氏30度。種種因素均有利鮎魚加快整合，使其強度穩步上揚，鮎魚在中午時份解決多中心問題，主中心再次顯現且發展出一個若隱若現的「雲捲風眼」，臺灣中央氣象局於9月24日下午2時正把梅姬升為中度颱風；日本氣象廳緊隨其後，於45分鐘後把鮎魚升為颱風，香港天文台和聯合颱風警報中心也先後在晚上9時45分和11時正跟隨升格，但中國國家氣象中心要到翌晨（25日）8時10分才把鮎魚升為颱風。副熱帶高壓脊維持強勢，帶領鮎魚繼續以時速22公里之西北偏西路線，向臺灣長驅直進；各大數值預報和官方部門預測分歧亦逐漸收窄，路徑集中至花東地區，惟一有差別的仍是於中國福建再次登陸後，是向正西移入廣東，抑或轉向偏北深入內陸。
縱使鮎魚捲入乾空氣稍為影響結構，使其打開低層風眼後遲遲未能貫通至雲頂，眼壁也顯得甚為粗糙，不過其低層環流中心繼續鞏固和被對流雲帶緊緊包裹，系統上空流出亦漸呈放射狀，中國國家氣象中心和香港天文台分別在26日早上8時15分和上午9時45分把鮎魚升為強颱風。當日鮎魚強度繼續拾級而上，其內力也變得明顯，引致鮎魚移動方向比預期略為偏北，各地官方部門的預報路線也因而一致北抬，鎖定在花蓮縣登陸，然後穿過臺灣本島和臺灣海峽；可是預期隨東北季候風帶來的不明朗因素導致鮎魚於福建再次登陸後的路徑仍然分成兩派，香港天文台、中國國家氣象中心、臺灣中央氣象局和聯合颱風警報中心預計鮎魚西移進入江西或廣東北部，日本氣象廳則預料鮎魚北折往內陸進發。入夜後鮎魚的風眼真正開始在衛星雲圖上變得清晰可見，與鮎魚不斷強化的趨勢吻合，同時鮎魚亦進入臺灣中央氣象局雷達範圍，其低層風眼也清楚顯示在雷達圖上。此外鮎魚的環流相當廣闊，外圍雨帶伸延至琉球群島和菲律賓，即使其東南面雨帶鬆脫，仍無損鮎魚的風場結構，日本氣象廳評估鮎魚風速超過30海浬範圍之東北面半徑達650公里，風速50海浬範圍半徑近200公里；中國國家氣象中心和香港天文台評估其暴風範圍半徑達220公里，香港天文台更估算其烈風範圍除西南面外半徑超過550公里，比遠在香港西南面350公里或以外掠過仍為廣東沿岸帶來烈風的2011年颱風納沙和2014年颱風海鷗還要巨大。臺灣中央氣象局則評定鮎魚的7級風暴風半徑為250公里，10級風暴風半徑只有100公里，相比其他部門評估明顯較小。

### 橫掃臺閩逐步減弱
27日早上鮎魚的中心風力達到頂峰，其眼壁在臺灣中央氣象局雷達圖上漸變渾圓和平滑，中國國家氣象中心在凌晨2時20分把鮎魚升為超強颱風，不過未待鮎魚登陸便於上午10時10分把鮎魚降回強颱風。其內力進一步增大，導致鮎魚在早上採取偏西北路徑，直撲花蓮縣，臺灣中央氣象局宣佈鮎魚在下午2時於花蓮市登陸，而中國國家氣象中心公佈的登陸時間則比臺灣中央氣象局晚10分鐘。從臺灣中央氣象局雷達圖所見，鮎魚的眼壁倒塌、其風眼被填滿為「雲塞風眼」，並於傍晚進行環流重整，原有中心撞上中央山脈後迅速消亡，一個新中心在西南面的南投縣上空形成，屬於「分裂過山」。隨著鮎魚強度回落，中國國家氣象中心和香港天文台先後在晚上8時25分和9時45分把鮎魚降為颱風。與此同時，臺灣中央氣象局表示鮎魚在當晚9時10分從雲林縣麥寮鄉移入臺灣海峽。之後鮎魚恢復西北路徑，中國國家氣象中心在28日凌晨4時40分宣佈鮎魚在泉州市惠安縣再次登陸，並於早上7時15分把鮎魚降為強熱帶風暴，香港天文台半小時後亦把鮎魚降為強烈熱帶風暴，日本氣象廳至早上8時50分跟隨降格，此時鮎魚的風眼已完全填塞。聯合颱風警報中心在鮎魚再度登陸後已隨即在凌晨5時對其發出最後警告，而臺灣中央氣象局則直至上午11時半才把鮎魚降為輕度颱風。上午較後時間鮎魚改向西或西南偏西移動，靠近廣東東部，地形摩擦引致其中心密集雲團崩解，中國國家氣象中心和香港天文台先後在下午12時15分和1時45分把鮎魚降為熱帶風暴。
入夜後鮎魚恢復西北移，但其移速變得緩慢，強度進一步下降，日本氣象廳在晚上8時45分把鮎魚降為熱帶低氣壓，香港天文台2小時後也作出此項降格，中國國家氣象中心到晚上11時15分都把鮎魚降為熱帶低壓。到29日凌晨鮎魚進入江西，其低層環流中心變得難以辨認，深層對流近乎完全被磨蝕，中國國家氣象中心在早上8時45分宣佈對鮎魚停止編號，香港天文台亦在上午9時45分把鮎魚降為低壓區。在乾燥東北季候風的支配下，鮎魚的殘餘低壓區未能長久維持，日本氣象廳和香港天文台均在當晚8時的等壓線天氣圖顯示鮎魚已經減弱消散。

## 影響

### 臺灣、金門
當地發布之颱風警報：海上陸上颱風警報
| 彭佳嶼 · 34.8 m/s板橋 · －鞍部 · 17.7 m/s竹子湖 · 7 m/s淡水 · 8.3 m/s基隆 · 18.2 m/s臺北 · 13.1 m/s新屋 · －新竹 · 12.7 m/s宜蘭 · 23.8 m/s蘇澳 · 28.1 m/s花蓮 · 20.7 m/s成功（新港） · 14.6 m/s臺東 · 9.6 m/s大武 · 11.1 m/s蘭嶼 · 28.5 m/s臺中 · 11.9 m/s梧棲 · 33.5 m/s日月潭 · 7.3 m/s阿里山 · 7.1 m/s嘉義 · 14.3 m/s玉山 · 19.3 m/s臺南 · 15.6 m/s高雄 · 15 m/s恆春 · 15.5 m/s澎湖 · 17.6 m/s東吉島 · 32.7 m/s金門 · 13.2 m/s馬祖 · 23.4 m/s 中華民國交通部中央氣象署署屬氣象測站測得最大持續風力。圖例： · 無數據 · 測得5級風或以下 · 測得6至7級風 · 測得8至9級風 · 測得10至11級風 · 測得12至15級風 | 彭佳嶼 · 48.2 m/s板橋 · －鞍部 · 46.8 m/s竹子湖 · 29.4 m/s淡水 · 33.5 m/s基隆 · 39.3 m/s臺北 · 37.7 m/s新屋 · －新竹 · 36.7 m/s宜蘭 · 47.2 m/s蘇澳 · 56.2 m/s花蓮 · 44.2 m/s成功（新港） · 37.5 m/s臺東 · 28.7 m/s大武 · 32 m/s蘭嶼 · 53 m/s臺中 · 34.2 m/s梧棲 · 57.2 m/s日月潭 · 22.5 m/s阿里山 · 23.2 m/s嘉義 · 32.5 m/s玉山 · 37.6 m/s臺南 · 36.6 m/s高雄 · 34.5 m/s恆春 · 31.3 m/s澎湖 · 35.8 m/s東吉島 · 46.3 m/s金門 · 20.9 m/s馬祖 · 38.6 m/s 中華民國交通部中央氣象署署屬氣象測站測得最大陣風。圖例： · 無數據 · 測得8至9級風 · 測得10至11級風 · 測得12至15級風 · 測得16級風或以上 |

因應梅姬颱風持續增強和逼近臺灣，加上其環流廣闊，交通部中央氣象局在9月25日表示預計在當晚發布颱風警報。該晚11時半，當梅姬位於花蓮之東南東約830公里時，對梅姬發布海上颱風警報。該部門指出，蘭嶼、綠島、恆春半島和臺灣各沿海地區有強陣風和長浪，另外梅姬有機會上試強烈颱風級別，翌晨（26日）考慮發布陸上颱風警報；後於26日早上表示中午前發布陸上颱風警報。上午11時半，當梅姬移至花蓮之東南東約620公里時，氣象局對花東地區（包含蘭嶼及綠島）、宜蘭縣發布陸上颱風警報。由於梅姬不斷增強，來勢兇猛且環流龐大，暴風圈預料會籠罩整個臺灣本島，全臺灣繼先前颱風莫蘭蒂和馬勒卡後再一次嚴陣以待，氣象局提醒沿海和低窪地區應嚴防淹水、海水倒灌。此外氣象局亦發布豪雨特報，指出花東地區會出現超大豪雨，另外多個縣市亦會受大豪雨影響，警告民眾需慎防坍方、落石和土石流，遠離海邊、山區及河川。當日梅姬採取略為偏北路徑，直逼花東地區，陸上警戒範圍在晚間已擴展至整個臺灣本島，以及澎湖縣。整個東臺灣和北臺灣，以至屏東縣、苗栗縣、臺中、彰化縣、南投縣、澎湖縣及阿里山鄉均宣佈於27日全日停班停課，但雲林縣、嘉義縣、臺南、高雄只宣佈27日下午停班停課，導致民眾生命安全受威脅，因而激發民憤。
梅姬颱風在27日早上向偏西北推進，直指花蓮縣而行，氣象局預計梅姬午後在花東交界處登陸。全臺天氣快速轉壞，吹西北風下較當風的北臺灣和西半部地區風雨大幅增強，臺北在上午已經錄得300毫米雨量；而東半部受地形屏蔽，風勢於早上初段相對較弱，但也在接近中午時急升。臺北市聯營公車下午1時起所有路線停駛。臺鐵環島全線分階段暫停服務，至下午2時全面停駛。梅姬於下午2時正式登陸花蓮市，各地有狂風大雨，多個地區均有棚架、招牌倒塌報告。臺中李方艾美酒店工地鷹架被暴風吹脫，從24樓墜落並砸傷多人，當中1人頭部重傷命危。員林龍燈公園之龍燈也不敵強風吹襲而斷裂，嘉義市有1人巡視番茄田時被強風吹倒棚架壓死；另一人在曾文水庫乘坐膠筏查看湖面船艇是否已綁緊時，被大浪打翻膠筏墜海，2小時後被救起但已溺斃。全臺超過410萬戶停電，僅次於前一年以相近路徑重創臺灣的強烈颱風蘇迪勒。當日下午，梅姬以「分裂過山」形式從東面繞過中央山脈，於嘉義、雲林地區建立副中心，氣象局表示，梅姬環流仍然扎實和廣闊，預料風雨將持續至28日早上。隨著梅姬在晚上9時10分出海，各地由旋風轉吹東南風，天氣仍然惡劣，陸上颱風警報整日維持，除新竹縣、苗栗縣、南投縣、花東地區宣布正常上班上課之外，其餘各縣市均宣佈28日維持全日停班停課；不過上述宣布正常上班上課的縣政府遭到部份民眾指責，最終全部在午夜時分，上述縣市重新評估災情而撤回決定，雖未達氣象局公布的風雨預報標準，但因部分地區尚未復電、路樹倒塌及臺鐵、高鐵上午維持停駛與部分地區客運上午停駛造成交通困難，上述縣市政府依照《天然災害停止上班及上課作業辦法》第4條第3款之規定，改宣佈28日繼續全日停班停課，以策安全。
28日早上，臺灣本島風勢開始緩和，但金門縣仍受強風影響，陸上颱風警報在日間大部份時間仍然維持；不過隨著梅姬移入福建內陸，減弱為輕度颱風並逐漸遠離，氣象局到下午2時半表示，預計在傍晚解除颱風警報。當暴風圈移離金門縣後，下午5時半，當梅姬位於金門之西北西約210公里時，氣象局宣布解除所有颱風警報。據統計，梅姬在全臺造成7死625傷，農業損失超過25億新台幣。

### 菲律賓
當地發出之最高風暴信號：二號風暴信號
由於鮎魚環流廣闊且向呂宋海峽至臺灣穩步前進，菲律賓大氣地球物理和天文服務管理局在9月25日凌晨5時發出一號風暴信號，當時鮎魚集結在阿帕里以東約1130公里。隨著鮎魚穩定逼近，菲律賓大氣地球物理和天文服務管理局在當晚11時對巴丹群島發出二號風暴信號，當時鮎魚移至巴士古以東約740公里。

### 日本
鮎魚的環流非常龐大，加上於9月27日採取偏西北路線，更為接近八重山群島一帶，當地風力顯著上升。即使鮎魚在石垣島、與那國島西南面100公里外掠過，當地仍然錄得東南颶風。

### 中國大陸
當地發佈之最高颱風預警信號： 颱風橙色預警信號
鮎魚穩定增強並向臺灣長驅直進，預料橫過臺灣後會影響福建和廣東東部，中國國家氣象中心在9月25日下午6時發佈颱風藍色預警信號，當時鮎魚集結在臺東之東南偏東約930公里。由於鮎魚環流廣闊，國家氣象中心在翌晨（26日）早上6時發佈颱風黃色預警信號，當時鮎魚移至臺東之東南偏東約730公里。鮎魚在9月27日下午登陸臺灣花蓮，此時福建沿岸天氣轉壞，風勢亦明顯加強，中國國家氣象中心在下午6時發佈颱風橙色預警信號，當時鮎魚集結在臺灣南投縣上空。9月27日至28日，广铁集团停运往福建以远方向动车组列车54趟。中国南方航空以及厦门航空有限公司也同時宣佈部份航班延誤或取消，受影响航班数量粗略估计已接近400班，在福建、厦门和泉州有87架飞机在27日晚赴异地避風。
鮎魚在28日凌晨4時40分於福建泉州市惠安縣再次登陸，全省天氣惡劣，有狂風暴雨並吹10至11級旋風。隨後鮎魚迅速而顯著減弱為熱帶風暴，國家氣象中心在上午10時正改發颱風黃色預警信號，當時鮎魚集結在漳州境內。午後福建省風勢緩和，國家氣象中心在下午6時改發颱風藍色預警信號，當時鮎魚移至龍岩市上空；但中國東南部仍有狂風大雨，浙江寧波余姚、紹興袍江更於中午時份出現龍捲風，麗水市遂昌縣一條村落被大規模山泥傾瀉沖毀，1死、25人失蹤。浙江省温州市文成县双桂乡宝丰村三条碓发生泥石流，导致6间居民房被冲毁，3死、3人失蹤。29日凌晨鮎魚進入江西，強度進一步下滑，國家氣象中心在早上6時解除所有颱風預警信號，當時鮎魚位於江西瑞金市。可是受鮎魚的殘餘雲帶和東北季候風共同影響，中國東南部天氣持續不穩定，有狂風驟雨。鮎魚在中國造成10死、29人失蹤、209萬人受災，直接經濟損失達55.3億人民幣。

### 香港
當地發出之最高熱帶氣旋警告信號： 一號戒備信號
由於有數值預報顯示鮎魚影響臺灣後會移向珠江口附近一帶，鮎魚形成後不久已有傳媒炒作，就此香港天文台表示鮎魚後期路徑會受東北季候風影響而有不確定性，呼籲市民密切留意最新預測。而受鮎魚外圍下沉氣流影響，9月26日至27日有煙霞、空氣混濁，元朗、屯門及東涌空氣監測站之空氣質素健康指數先後達到最高的「10+」嚴重級別；此外27日天氣酷熱，天文台在早上7時15分發出酷熱天氣警告，天文台總部錄得攝氏34.9度高溫，為9月第二高紀錄，新界多處地區氣溫更達攝氏36度。天文台亦在當日下午1時50分發出「特別天氣提示」，指預料鮎魚登陸福建後會迅速減弱，但離岸和高地會間中吹強風，天文台將密切監察鮎魚的動向和對香港天氣之影響。由於鮎魚登陸福建後西移，廣闊環流籠罩香港，離岸地區開始吹強風，天文台在28日早上8時40分發出一號戒備信號，當時鮎魚集結在香港之東北偏東約490公里。天文台表示，雖然鮎魚已登陸福建並逐漸減弱，但預料鮎魚會西移接近廣東，其環流將逐漸影響香港，預料離岸會刮起強風、高地間中吹烈風；不過市面普遍受強風影響的機會較低，一號信號會在當日維持一段時間，當日發出三號信號的機會不大。天文台測風網絡8個參考自動氣象站中，流浮山和長洲曾上試強風程度。鮎魚在下午2時最接近香港，於香港之東北約390公里掠過。之後鮎魚恢復西北路徑，深入內陸並進一步減弱，天文台在晚上8時45分表示短期內取消所有信號；但此時機場風力逼近強風水平，天文台延後至晚上11時10分才取消所有熱帶氣旋警告信號，當時鮎魚移至香港之東北偏北約420公里，減弱為熱帶低氣壓。

## 熱帶氣旋警告使用紀錄

### 臺灣
| 交通部中央氣象局 颱風警報 | 交通部中央氣象局 颱風警報 | 交通部中央氣象局 颱風警報 |
| ------------------------- | ------------------------- | ------------------------- |
| 上一熱帶氣旋              | 海上颱風警報              | 下一熱帶氣旋              |
| 中度颱風馬勒卡            | 海上颱風警報              | 輕度颱風艾利              |
| 中度颱風馬勒卡            | 陸上颱風警報              | 中度颱風尼莎              |

### 菲律賓
| 菲律賓大氣地球物理和天文服務管理局 風暴信號 | 菲律賓大氣地球物理和天文服務管理局 風暴信號 | 菲律賓大氣地球物理和天文服務管理局 風暴信號 |
| ------------------------------------------- | ------------------------------------------- | ------------------------------------------- |
| 上一熱帶氣旋                                | 一號風暴信號                                | 下一熱帶氣旋                                |
| 颱風馬勒卡                                  | 一號風暴信號                                | 強烈熱帶風暴艾利                            |
| 颱風莫蘭蒂                                  | 二號風暴信號                                | 強烈熱帶風暴艾利                            |

### 中國大陸
| 中國國家氣象中心 颱風預警信號 | 中國國家氣象中心 颱風預警信號 | 中國國家氣象中心 颱風預警信號 |
| ----------------------------- | ----------------------------- | ----------------------------- |
| 上一熱帶氣旋                  | 颱風藍色預警信號              | 下一熱帶氣旋                  |
| 強颱風馬勒卡                  | 颱風藍色預警信號              | 超強颱風暹芭                  |
| 強颱風馬勒卡                  | 颱風黃色預警信號              | 超強颱風莎莉嘉                |
| 超強颱風莫蘭蒂                | 颱風橙色預警信號              | 超強颱風莎莉嘉                |

### 香港
| 香港天文台 熱帶氣旋警告信號 | 香港天文台 熱帶氣旋警告信號 | 香港天文台 熱帶氣旋警告信號 |
| --------------------------- | --------------------------- | --------------------------- |
| 上一熱帶氣旋                | 一號戒備信號                | 下一熱帶氣旋                |
| 超強颱風莫蘭蒂              | 一號戒備信號                | 熱帶風暴艾利                |

## 釋義
1. ↑  當有2種以上全球預報模式表示某低壓區將於未來48小時內發展為熱帶氣旋，聯合颱風警報中心則將該系統之熱帶氣旋形成機會評級為「低」。除非環境異常優良，否則該系統在24小時內發展為熱帶氣旋的機會甚微。[4]
2. ↑  當有3種以上全球預報模式表示一低壓區將於未來48小時內發展為熱帶氣旋，聯合颱風警報中心則將該系統之熱帶氣旋形成機會評級為「中」。一般而言，即使發展機會增大，系統過了24小時之後發展成熱帶氣旋的機會才較高；但如果環境良好，系統亦可以在24小時內形成熱帶氣旋。[4]
3. ↑  當有3種以上全球預報模式表示一低壓區將於未來24小時內發展為熱帶氣旋，聯合颱風警報中心則將該系統之熱帶氣旋形成機會評級為「高」，並同步發出熱帶氣旋形成警報。此時該系統於24小時之內形成熱帶氣旋的機會極高，若氣象因素特別有利，該系統更可於6小時內增強為熱帶低氣壓。[4]
4. ↑  作為世界氣象組織指定的西北太平洋區域專責氣象中心，日本氣象廳負責西北太平洋區域內（包括南海、東海）的熱帶氣旋正式編號與命名工作：每當該機構把一個熱帶低氣壓升為熱帶風暴時，該機構亦會依照在世界氣象組織颱風委員會上通過的名稱表作出命名，同時給予4位數字的國際編號。前兩位為當年公元紀年最後兩位數（2016），後兩位代表鮎魚是當年被日本氣象廳第17個升為熱帶風暴的熱帶氣旋。
5. ↑  聯合颱風警報中心會為所有於其責任範圍內被該部門評定為熱帶氣旋的系統作出編號，由兩位數及一個英文字母組成。英文字母表示該熱帶氣旋形成的區域，西北太平洋（包括南海、東海）以W表示；而兩位數字則指熱帶氣旋於當年在英文字母所表示的區域內形成次序，換言之「20W」即指鮎魚是年內第20個於西北太平洋區域內形成的熱帶氣旋。此編號系統每年重新開始。
6. ↑  「垂直風切變」是指比較一垂直高度中的風速及風向差。[15]由於強烈的垂直風切變會干擾對流，使熱帶氣旋的結構受破壞、甚至系統高低層分離，熱帶氣旋必須在垂直風切變較弱的環境才可順利發展。
7. ↑  「西風帶」是位於副熱帶高壓與副極地低壓之間（大致在南北緯30至60度之間）的行星風帶。從副熱帶高壓流向副極地低壓的氣流在地轉偏向力的作用之下，偏轉成西風（北半球為西南風，南半球為西北風），因此西風為盛行風。[16][17]
8. ↑  「斜壓」是指等壓面與等溫面（等密度面）出現交角的現象，而且兩者隨高度而傾斜。例如於中緯度，由於受太陽照射差異使南北溫差大，西風帶的氣壓槽一般即隨高度向西傾斜，而溫度槽脊則向東傾斜，造成等壓面和等溫面不平行的情況。[18]
9. ↑  「輻散」是指空氣由一個中心向四周散開，通常只有氣旋式輻散，形成原因和輻合的機制相若，只是一般是在高壓系統發生。高空也能有高壓，所以高空也能有輻散，高空輻散足夠又有水氣時就可能降雨，形成原因和輻合相若。[19][20]
10. ↑  「氣壓梯度」是指在一水平距離中的气压變化程度。在地面天氣圖上，等壓線間的疏密正好反映著氣壓梯度的大小：當等壓線疏時，表示該區氣壓梯小，等壓線密集，則氣壓梯大。氣壓梯度力並不是真正意義上的「力」，這其實是由於水平氣壓差而產生的空氣加速度（即單位質量所受的力），推動空氣從高壓流向低壓而產生風。風力和氣壓梯度的大小成正比：氣壓梯度越大，空氣從高壓流向低壓的速度（即風速）亦愈大。而氣壓梯度力作用的方向，往往與等壓線呈垂直。不過在實際大氣中的空氣運動還有地轉偏向力、地形摩擦力及離心力等作用，因此情況往往複雜得多。而基於氣壓梯度力，亦可簡單解釋至熱帶氣旋中心的極強風速，即由於其氣壓梯度於近中心處甚大所致。[21][22]
11. ↑  「赤道東風帶」位於3000米以上高空，空氣由副熱帶高壓流向赤道附近之低壓，在地轉偏向力作用之下形成偏東風。此乃地球三股行星風系之一，有導引熱帶氣旋向西移動的作用，一般該熱帶氣旋採以每小時20公里左右行進。[23]
12. ↑  東風帶[注 11]中有時會出現一些低壓波動，在天氣圖或氣流圖中以倒V字低壓槽表示，乃「東風波」。其由東向西傳播，槽前有輻散現象，槽後則有輻合；因此東風波左方受下沉氣流影響天氣晴朗，右方則因輻合上升而出現對流性的不穩定天氣。有大約一成的熱帶氣旋就是在東風波之擾動中生成。[24]
13. ↑  「低壓槽」指狹長狀的低壓，或從低壓中心向高壓處伸展而等壓線呈V字形的地方。槽後方氣流下沉，槽前方氣流上升而有輻合運動，有利對流及雨帶的發展。槽線活動的觀測在熱帶氣旋預測上有廣範的應用，例如西風帶中的長波槽（东亚大槽位於東經120－150度）將推動熱帶氣旋轉往東北方向行進，而東風波[注 12]、熱帶對流層上部槽（英語：TUTT）所帶來的高空輻散會有利熱帶氣旋發展等等。[25]
14. ↑  「輻合」是指空氣匯聚的現象，其中又可分為「氣旋式輻合」和「切變式輻合」兩種：在地面，空氣在地轉偏向力、氣壓梯度力[注 10]、地形摩擦力以及離心力之共同作用下，以逆時針通過等壓線，呈螺旋式向低壓中心推進，形成風。若低壓中心有閉合等壓線（例如熱帶氣旋），則因角動量守恆，離心力加大，而進一步平衡氣壓梯度力，於是產生旋風。同時空氣被迫抬升，空氣上升後地面氣壓便會進一步下降，此即「氣旋式輻合」。而「切變式輻合」則是兩種不同風向的氣流輻合，而使空氣因壓迫抬升，這種切變式的輻合通常出現於鋒面或低壓槽[注 13]，和前者輻合的分別只是氣旋式的風向變化比較不明顯。[19][20]
15. ↑  高空西風帶[注 7]繞副極地低壓的等壓線移動，當副極地低氣壓出現冷心斜壓[注 8]槽時，即為「西風槽」。槽中有強正渦平流，槽前有輻散[注 9]運動常伴隨低空溫帶氣旋的發展，槽後輻合[注 14]則伴隨地面反氣旋之增強。西風槽東移時亦使副熱帶高壓東退，西風帶中的長波槽（东亚大槽位於東經120至150度）將推動熱帶氣旋轉往東北方向行進。[26][27]
16. ↑  「熱帶對流層上部槽」是一條位於熱帶高空（約200百帕面）的槽線，其可經由中緯度西風槽[注 15]振幅延大而伸展到熱帶而成，亦可為高層反氣旋南側之高空東風倒槽。其將帶來強烈垂直风切变而影響熱帶氣旋或熱帶擾動的發展，但亦有情況是因帶來良好的高空輻散而助長熱帶氣旋加強。在環境許可下，其會發展成擁有完整環流的高空冷心低壓，並有可能發展至地面而誘生出低層之擾動發展。[28]
17. ↑  熱帶氣旋自身有一種慣性往極地方向移動的力量，稱為「內力」，與被視為「外力」的引導氣流相對。「內力」與熱帶氣旋強度成正比例，即是會隨熱帶氣旋強度遞增，當熱帶氣旋發展成為一股成熟颱風時，「內力」會強大得足以令北半球的熱帶氣旋的路徑較預期稍為偏北（南半球則相反，稍微偏南）。而在引導氣流微弱的情況下，有足夠內力的北半球熱帶氣旋會向接近正北方向移動（同樣地，南半球相反，採取接近正南路線），2012年颱風韋森特即為一例。
18. ↑  臺灣中央氣象局研判颱風的7級風（每小時52公里以上）暴風範圍可能侵襲臺澎金馬地區100公里內海域之前24小時，就會發布「海上颱風警報」，將可能受侵襲之各海域列入警戒區域，以後每隔3小時發布一張警報單，必要時得加發。[45]
19. ↑  臺灣中央氣象局研判颱風的7級風（每小時52公里以上）暴風範圍可能侵襲臺澎金馬陸地之前18小時，便會發布「陸上颱風警報」，將可能受侵襲之處列入警戒區域，以後每隔3小時發布一張警報單，必要時得加發。此警報必定與「海上颱風警報」同時生效，因此在中央氣象局警報單上會寫作「海上陸上颱風警報」，而不會只稱為「陸上颱風警報」。[45]
20. ↑  「分裂過山」是熱帶氣旋穿越臺灣中央山脈中，受山脈抵擋，而該熱帶氣旋的垂直發展又夠深厚，此時只有近地表的部份會受到阻擋，上層部分可以跨過山脈，並在山脈的西側引發一個副低壓中心，當在東側留下的舊有低層中心逐漸減弱，越過山脈的高層颱風中心會和這個新的副低壓氣壓中心重新結合。若此颱風移動路徑與中央山脈長軸方向間的夾角稱之為β角，其角度為增加為110°＜β≦170°，則容易產生分裂過山的情形。若颱風氣流方向與中央山脈長軸方向所夾的角度稱為α角，若α＞70°，亦較可能出現分裂過山。預報員會先以β角進行判斷，再以α角輔助。[58]

## 外部連結
- （日語）日本氣象廳：1617最佳路徑數據 （页面存档备份，存于）、2016年熱帶氣旋最佳路徑（數據 （页面存档备份，存于）、路徑圖 （页面存档备份，存于））
- （英文）美國聯合颱風警報中心：20W最佳路徑數據 （页面存档备份，存于）、颱風鮎魚最佳路徑圖
- （英文）美國海軍研究實驗室：20W檔案 （页面存档备份，存于）
- （简体中文）中國國家氣象中心：2016年熱帶氣旋最佳路徑數據[]
- （繁體中文）中華民國交通部中央氣象局：侵臺颱風資料庫——中度颱風梅姬、最佳路徑圖、2016年氣象年報及觀測年報（有待公佈）
- （繁體中文）香港天文台：強颱風報告 （页面存档备份，存于）、2016年9月熱帶氣旋概述 （页面存档备份，存于）、《2016熱帶氣旋年刊》（網頁版有待公佈）、實時天氣稿（9月23日 （页面存档备份，存于）－24日 （页面存档备份，存于）－25日 （页面存档备份，存于）－26日 （页面存档备份，存于）－27日 （页面存档备份，存于）－28日 （页面存档备份，存于）－29日 （页面存档备份，存于））
- （泰文）泰國地球物理暨氣象部門：2016年熱帶氣旋路徑 （页面存档备份，存于）